# Lijst van olympische medaillewinnaars taekwondo
Taekwondo is een van de sporten die op het programma van de Olympische Spelen staan. Deze pagina geeft de lijst van olympische medaillewinnaars in deze sport.

## Mannen

### Vlieggewicht
tot 58 kg
| Editie | Goud | Goud                | Zilver | Zilver                  | Brons   | Brons                                |
| ------ | ---- | ------------------- | ------ | ----------------------- | ------- | ------------------------------------ |
| 2000   | GRE  | Michalis Mouroutsos | ESP    | Gabriel Esparza         | TPE     | Huang Chih-hsiung                    |
| 2004   | TPE  | Chu Mu-yen          | MEX    | Óscar Salazar           | EGY     | Tamer Bayoumi                        |
| 2008   | MEX  | Guillermo Pérez     | DOM    | Yulis Gabriel Mercedes  | AFG TPE | Rohullah Nikpai Chu Mu-yen           |
| 2012   | ESP  | Joel González       | KOR    | Lee Dae-hoon            | RUS COL | Aleksej Denisenko Óscar Muñoz        |
| 2016   | CHN  | Zhao Shuai          | THA    | Tawin Hanprab           | KOR DOM | Kim Tae-hun Luisito Pie              |
| 2020   | ITA  | Vito Dell'Aquila    | TUN    | Mohamed Khalil Jendoubi | ROC KOR | Mikhail Artamonov Jang Jun           |
| 2024   | KOR  | Park Tae-joon       | AZE    | Gashim Magomedov        | FRA TUN | Cyrian Ravet Mohamed Khalil Jendoubi |

| Land | Goud | Zilver | Brons |
| ---- | ---- | ------ | ----- |
| KOR  | 1    | 1      | 2     |
| ESP  | 1    | 1      | 0     |
| MEX  | 1    | 1      | 0     |
| TPE  | 1    | 0      | 2     |
| CHN  | 1    | 0      | 0     |
| GRE  | 1    | 0      | 0     |
| ITA  | 1    | 0      | 0     |
| DOM  | 0    | 1      | 1     |
| TUN  | 0    | 1      | 1     |
| AZE  | 0    | 1      | 0     |
| THA  | 0    | 1      | 0     |
| RUS  | 0    | 0      | 1     |
| AFG  | 0    | 0      | 1     |
| EGY  | 0    | 0      | 1     |
| FRA  | 0    | 0      | 1     |
| COL  | 0    | 0      | 1     |
| ROC  | 0    | 0      | 1     |

Meervoudige medaillewinnaars
| Succesvolste     | Meervoudige                   |
| ---------------- | ----------------------------- |
| 1-0-1 Chu Mu-yen | 0-1-1 Mohamed Khalil Jendoubi |

### Vedergewicht
58 tot 68 kg
| Editie | Goud | Goud                 | Zilver | Zilver                   | Brons   | Brons                             |
| ------ | ---- | -------------------- | ------ | ------------------------ | ------- | --------------------------------- |
| 2000   | USA  | Steven López         | KOR    | Sin Joon-sik             | IRI     | Hadi Saei Bonehkohal              |
| 2004   | IRI  | Hadi Saei Bonehkohal | TPE    | Huang Chih-hsiung        | KOR     | Song Myeong-seob                  |
| 2008   | KOR  | Son Tae-jin          | USA    | Mark López               | TPE TUR | Sung Yu-chi Servet Tazegül        |
| 2012   | TUR  | Servet Tazegül       | IRI    | Mohammad Bagheri Motamed | USA AFG | Terrence Jennings Rohullah Nikpai |
| 2016   | JOR  | Ahmad Abughaush      | RUS    | Alexej Denisenko         | ESP KOR | Joel González Lee Dae-hoon        |
| 2020   | UZB  | Ulugbek Rashitov     | GBR    | Bradly Sinden            | TUR CHN | Hakan Reçber Zhao Shuai           |
| 2024   | UZB  | Ulugbek Rashitov     | JOR    | Zaid Kareem              | CHN BRA | Liang Yushuai Edival Pontes       |

| Land | Goud | Zilver | Brons |
| ---- | ---- | ------ | ----- |
| UZB  | 2    | 0      | 0     |
| KOR  | 1    | 1      | 2     |
| IRI  | 1    | 1      | 1     |
| USA  | 1    | 1      | 1     |
| JOR  | 1    | 1      | 0     |
| TUR  | 1    | 0      | 2     |
| TPE  | 0    | 1      | 1     |
| GBR  | 0    | 1      | 0     |
| RUS  | 0    | 1      | 0     |
| CHN  | 0    | 0      | 2     |
| AFG  | 0    | 0      | 1     |
| BRA  | 0    | 0      | 1     |
| ESP  | 0    | 0      | 1     |

Meervoudige medaillewinnaars
| Succesvolste                                                           | Meervoudige |
| ---------------------------------------------------------------------- | ----------- |
| 2-0-0 Ulugbek Rashitov 1-0-1 Hadi Saei Bonehkohal 1-0-1 Servet Tazegül |             |

### Weltergewicht
68 tot 80 kg
| Editie | Goud | Goud                 | Zilver | Zilver             | Brons   | Brons                                   |
| ------ | ---- | -------------------- | ------ | ------------------ | ------- | --------------------------------------- |
| 2000   | CUB  | Angel Matos          | GER    | Faissal Ebnoutalib | MEX     | Víctor Estrada                          |
| 2004   | USA  | Steven López         | TUR    | Bahri Tanrıkulu    | IRI     | Yousef Karami                           |
| 2008   | IRI  | Hadi Saei Bonehkohal | ITA    | Mauro Sarmiento    | CHN USA | Zhu Guo Steven López                    |
| 2012   | ARG  | Sebastián Crismanich | ESP    | Nicolás García     | GBR ITA | Lutalo Muhammad Mauro Sarmiento         |
| 2016   | CIV  | Cheick Sallah Cisse  | GBR    | Lutalo Muhammad    | AZE TUN | Milad Beigi Harchegani Oussama Oueslati |
| 2020   | ROC  | Maksim Chramtsov     | JOR    | Saleh Elsharabaty  | EGY CRO | Seif Eissa Toni Kanaet                  |
| 2024   | TUN  | Firas Katoussi       | IRI    | Mehran Barkhordari | ITA DEN | Simone Alessio Edi Hrnic                |

| Land | Goud | Zilver | Brons |
| ---- | ---- | ------ | ----- |
| IRI  | 1    | 1      | 1     |
| TUN  | 1    | 0      | 1     |
| USA  | 1    | 0      | 1     |
| ARG  | 1    | 0      | 0     |
| CIV  | 1    | 0      | 0     |
| CUB  | 1    | 0      | 0     |
| ROC  | 1    | 0      | 0     |
| ITA  | 0    | 1      | 2     |
| GBR  | 0    | 1      | 1     |
| ESP  | 0    | 1      | 0     |
| GER  | 0    | 1      | 0     |
| JOR  | 0    | 1      | 0     |
| TUR  | 0    | 1      | 0     |
| AZE  | 0    | 0      | 1     |
| CHN  | 0    | 0      | 1     |
| CRO  | 0    | 0      | 1     |
| DEN  | 0    | 0      | 1     |
| EGY  | 0    | 0      | 1     |
| MEX  | 0    | 0      | 1     |

Meervoudige medaillewinnaars
| Succesvolste       | Meervoudige                                 |
| ------------------ | ------------------------------------------- |
| 1-0-1 Steven López | 0-1-1 Lutalo Muhammad 0-1-1 Mauro Sarmiento |

### Zwaargewicht
boven 80 kg
| Editie | Goud | Goud            | Zilver | Zilver                      | Brons   | Brons                              |
| ------ | ---- | --------------- | ------ | --------------------------- | ------- | ---------------------------------- |
| 2000   | KOR  | Kyong Hun-kim   | AUS    | Daniel Trenton              | FRA     | Pascal Gentil                      |
| 2004   | KOR  | Moon Dae-sung   | GRE    | Alexandros Nikolaidis       | FRA     | Pascal Gentil                      |
| 2008   | KOR  | Cha Dong-min    | GRE    | Alexandros Nikolaidis       | KAZ NGR | Arman Chilmanov Chika Chukwumerije |
| 2012   | ITA  | Carlo Molfetta  | GAB    | Anthony Obame               | CUB CHN | Robelis Despaigne Liu Xiaobo       |
| 2016   | AZE  | Radik Isajev    | NIG    | Abdoulrazak Issoufou Alfaga | KOR BRA | Cha Dong-min Maicon Siqueira       |
| 2020   | ROC  | Vladislav Larin | MKD    | Dejan Georgievski           | CUB KOR | Rafael Alba In Kyo-don             |
| 2024   | IRI  | Arian Salimi    | GBR    | Caden Cunningham            | CUB CIV | Rafael Alba Cheick Sallah Cissé    |

| Land | Goud | Zilver | Brons |
| ---- | ---- | ------ | ----- |
| KOR  | 3    | 0      | 2     |
| AZE  | 1    | 0      | 0     |
| IRI  | 1    | 0      | 0     |
| ITA  | 1    | 0      | 0     |
| ROC  | 1    | 0      | 0     |
| GRE  | 0    | 2      | 0     |
| AUS  | 0    | 1      | 0     |
| GAB  | 0    | 1      | 0     |
| GBR  | 0    | 1      | 0     |
| MKD  | 0    | 1      | 0     |
| NIG  | 0    | 1      | 0     |
| CUB  | 0    | 0      | 3     |
| FRA  | 0    | 0      | 2     |
| BRA  | 0    | 0      | 1     |
| CHN  | 0    | 0      | 1     |
| CIV  | 0    | 0      | 1     |
| KAZ  | 0    | 0      | 1     |
| NGR  | 0    | 0      | 1     |

Meervoudige medaillewinnaars
| Succesvolste       | Meervoudige                                                       |
| ------------------ | ----------------------------------------------------------------- |
| 1-0-1 Cha Dong-min | 0-2-0 Alexandros Nikolaidis 0-0-2 Rafael Alba 0-0-2 Pascal Gentil |

## Vrouwen

### Vlieggewicht
tot 49 kg
| Editie | Goud | Goud                   | Zilver | Zilver                   | Brons   | Brons                                    |
| ------ | ---- | ---------------------- | ------ | ------------------------ | ------- | ---------------------------------------- |
| 2000   | AUS  | Lauren Burns           | CUB    | Urbia Meléndez Rodríguez | TPE     | Chi Shu-ju                               |
| 2004   | TPE  | Chen Shih-hsin         | CUB    | Yanelis Labrada          | THA     | Yaowapa Boorapolchai                     |
| 2008   | CHN  | Wu Jingyu              | THA    | Buttree Puedpong         | CUB VEN | Daynellis Montejo Dalia Contreras        |
| 2012   | CHN  | Wu Jingyu              | ESP    | Brigitte Yagüe           | THA CRO | Chanatip Sonkham Lucija Zaninović        |
| 2016   | KOR  | Kim So-hui             | SRB    | Tijana Bogdanović        | AZE THA | Patimat Abakarova Panipak Wongpattanakit |
| 2020   | THA  | Panipak Wongpattanakit | ESP    | Adriana Cerezo           | ISR SRB | Abishag Semberg Tijana Bogdanović        |
| 2024   | THA  | Panipak Wongpattanakit | CHN    | Guo Qing                 | IRI CRO | Mobina Nematzadeh Lena Stojković         |

| Land | Goud | Zilver | Brons |
| ---- | ---- | ------ | ----- |
| THA  | 2    | 1      | 3     |
| CHN  | 2    | 1      | 0     |
| TPE  | 1    | 0      | 1     |
| AUS  | 1    | 0      | 0     |
| KOR  | 1    | 0      | 0     |
| CUB  | 0    | 2      | 1     |
| ESP  | 0    | 2      | 0     |
| SRB  | 0    | 1      | 1     |
| CRO  | 0    | 0      | 2     |
| AZE  | 0    | 0      | 1     |
| IRI  | 0    | 0      | 1     |
| ISR  | 0    | 0      | 1     |
| VEN  | 0    | 0      | 1     |

Meervoudige medaillewinnaars
| Succesvolste                                 | Meervoudige             |
| -------------------------------------------- | ----------------------- |
| 2-0-1 Panipak Wongpattanakit 2-0-0 Wu Jingyu | 0-1-1 Tijana Bogdanović |

### Vedergewicht
49 tot 57 kg
| Editie | Goud | Goud               | Zilver | Zilver          | Brons   | Brons                                |
| ------ | ---- | ------------------ | ------ | --------------- | ------- | ------------------------------------ |
| 2000   | KOR  | Chung Jae-eun      | VIE    | Trần Hiếu Ngân  | TUR     | Hamide Bıkçın Tosun                  |
| 2004   | KOR  | Ji Won-jang        | USA    | Nia Abdallah    | MEX     | Iridia Salazar                       |
| 2008   | KOR  | Lim Su-jeong       | TUR    | Azize Tanrıkulu | CRO USA | Martina Zubčić Diana López           |
| 2012   | GBR  | Jade Jones         | CHN    | Hou Yuzhuo      | FRA TPE | Marlène Harnois Tseng Li-Cheng       |
| 2016   | GBR  | Jade Jones         | ESP    | Eva Calvo Gómez | EGY IRI | Hedaya Malak Kimia Alizadeh Zenoorin |
| 2020   | USA  | Anastasija Zolotic | ROC    | Tatjana Minina  | TUR TPE | Hatice Kübra İlgün Lo Chia-ling      |
| 2024   | KOR  | Kim Yu-jin         | IRI    | Nahid Kiani     | CAN BUL | Skylar Park Kimia Alizadeh           |

| Land | Goud | Zilver | Brons |
| ---- | ---- | ------ | ----- |
| KOR  | 4    | 0      | 0     |
| GBR  | 2    | 0      | 0     |
| USA  | 1    | 1      | 1     |
| TUR  | 0    | 1      | 2     |
| IRI  | 0    | 1      | 1     |
| CHN  | 0    | 1      | 0     |
| ESP  | 0    | 1      | 0     |
| ROC  | 0    | 1      | 0     |
| VIE  | 0    | 1      | 0     |
| TPE  | 0    | 0      | 2     |
| BUL  | 0    | 0      | 1     |
| CAN  | 0    | 0      | 1     |
| CRO  | 0    | 0      | 1     |
| EGY  | 0    | 0      | 1     |
| FRA  | 0    | 0      | 1     |
| MEX  | 0    | 0      | 1     |

Meervoudige medaillewinnaars
| Succesvolste     | Meervoudige            |
| ---------------- | ---------------------- |
| 2-0-0 Jade Jones | 0-0-2 / Kimia Alizadeh |

### Weltergewicht
57 tot 67 kg
| Editie | Goud | Goud             | Zilver | Zilver              | Brons   | Brons                          |
| ------ | ---- | ---------------- | ------ | ------------------- | ------- | ------------------------------ |
| 2000   | KOR  | Lee Sun-hee      | NOR    | Trude Gundersen     | JPN     | Yoriko Okamoto                 |
| 2004   | CHN  | Luo Wei          | GRE    | Elisavet Mystakidou | KOR     | Hwang Kyung-seon               |
| 2008   | KOR  | Hwang Kyung-seon | CAN    | Karine Sergerie     | FRA CRO | Gwladys Épangue Sandra Šarić   |
| 2012   | KOR  | Hwang Kyung-seon | TUR    | Nur Tatar           | GER USA | Helena Fromm Paige McPherson   |
| 2016   | KOR  | Oh Hye-ri        | FRA    | Haby Niaré          | CIV TUR | Ruth Gbagbi Nur Tatar          |
| 2020   | CRO  | Matea Jelić      | GBR    | Lauren Williams     | CIV EGY | Ruth Gbagbi Hedaya Malak       |
| 2024   | HUN  | Viviana Márton   | SRB    | Aleksandra Perišić  | USA BEL | Kristina Teachout Sarah Chaâri |

| Land | Goud | Zilver | Brons |
| ---- | ---- | ------ | ----- |
| KOR  | 4    | 0      | 1     |
| CRO  | 1    | 0      | 1     |
| CHN  | 1    | 0      | 0     |
| HUN  | 1    | 0      | 0     |
| FRA  | 0    | 1      | 1     |
| TUR  | 0    | 1      | 1     |
| CAN  | 0    | 1      | 0     |
| GBR  | 0    | 1      | 0     |
| GRE  | 0    | 1      | 0     |
| NOR  | 0    | 1      | 0     |
| SRB  | 0    | 1      | 0     |
| CIV  | 0    | 0      | 2     |
| USA  | 0    | 0      | 2     |
| BEL  | 0    | 0      | 1     |
| EGY  | 0    | 0      | 1     |
| GER  | 0    | 0      | 1     |
| JPN  | 0    | 0      | 1     |

Meervoudige medaillewinnaars
| Succesvolste           | Meervoudige                       |
| ---------------------- | --------------------------------- |
| 2-0-1 Hwang Kyung-seon | 0-1-1 Nur Tatar 0-0-2 Ruth Gbagbi |

### Zwaargewicht
boven 67 kg
| Editie | Goud | Goud           | Zilver | Zilver           | Brons   | Brons                                 |
| ------ | ---- | -------------- | ------ | ---------------- | ------- | ------------------------------------- |
| 2000   | CHN  | Chen Zhong     | RUS    | Natalia Ivanova  | CAN     | Dominique Bosshart                    |
| 2004   | CHN  | Chen Zhong     | FRA    | Myriam Baverel   | VEN     | Adriana Carmona                       |
| 2008   | MEX  | María Espinoza | NOR    | Nina Solheim     | BRA GBR | Natália Falavigna Sarah Stevenson     |
| 2012   | SRB  | Milica Mandić  | FRA    | Caroline Graffe  | MEX RUS | María Espinoza Anastasia Barisjnikova |
| 2016   | CHN  | Zheng Shuyin   | MEX    | María Espinoza   | USA GBR | Jackie Galloway Bianca Walkden        |
| 2020   | SRB  | Milica Mandić  | KOR    | Lee Da-bin       | FRA GBR | Althea Laurin Bianca Walkden          |
| 2024   | FRA  | Althéa Laurin  | UZB    | Svetlana Osipova | KOR TUR | Lee Da-bin Nafia Kuş                  |

| Land | Goud | Zilver | Brons |
| ---- | ---- | ------ | ----- |
| CHN  | 3    | 0      | 0     |
| SRB  | 2    | 0      | 0     |
| FRA  | 1    | 2      | 1     |
| MEX  | 1    | 1      | 1     |
| KOR  | 0    | 1      | 1     |
| RUS  | 0    | 1      | 1     |
| NOR  | 0    | 1      | 0     |
| UZB  | 0    | 1      | 0     |
| GBR  | 0    | 0      | 3     |
| BRA  | 0    | 0      | 1     |
| CAN  | 0    | 0      | 1     |
| TUR  | 0    | 0      | 1     |
| USA  | 0    | 0      | 1     |
| VEN  | 0    | 0      | 1     |

Meervoudige medaillewinnaars
| Succesvolste                                                                  | Meervoudige                           |
| ----------------------------------------------------------------------------- | ------------------------------------- |
| 2-0-0 Chen Zhong 2-0-0 Milica Mandić 1-1-1 María Espinoza 1-0-1 Althea Laurin | 0-1-1 Lee Da-bin 0-0-2 Bianca Walkden |

Seoel 1988 (demonstratie) · 
Barcelona 1992 (demonstratie) · 
Sydney 2000 · 
Athene 2004 · 
Peking 2008 · 
Londen 2012 · 
Rio de Janeiro 2016 · 
Tokio 2020  · 
Parijs 2024  · 
Los Angeles 2028 
Medaillewinnaars